# Gheorghe Andronic
Gheorghe Andronic (n. 25 septembrie 1991, Chișinău, Republica Moldova) este un fotbalist moldovean, care joacă pe post de mijlocaș ofensiv la Milsami în Super Liga. Pe plan internațional, are prezențe la națională pentru Moldova U-21 și Republica Moldova.
El este frate cu Oleg Andronic și văr cu Valeriu Andronic și Igor Andronic, toți fiind și fotbaliști. Tatăl său și al lui Oleg, Nicolae Andronic precum și unchiul Mihai Andronic (tatăl lui Valeriu) și un alt unchi (tatăl lui Igor) la fel au jucat fotbal în tinerețe.

## FC Zimbru Chișinău
Gheorghe Andronic a debutat la virsta de 17 ani in februarie 2009 pentru Zimbru Chisinau. In vara anului 2009 a marcat primul sau gol in Europa League contra celor de la Okjetpes Khokshetau. A fost ales cel mai bun jucător al Zimbrului in 2009, acesta fiind rezultatul semnării contractului oferit de Dinamo Zagreb Croația. In acel an a debutat si pentru națională de tineret U21 a Moldovei. Anul 2009 a fost de succes pentru tinarul fotbalist in care a jucat 24 meciuri si a marcat 4 goluri in campionat.

## Echipa Națională
Gheorghe Andronic a debutat la echipa națională in 2011, in meciul de debut a intrat in minutul '70 al partidei si a marcat golul cu numărul 4 împotriva celor de la Sân Marino. 

## Palmares

#### Milsami Orhei
- Divizia Națională: 2014–15
- Moldovan Cup: 2017–18
- Moldovan Supercup: 2019